# Limnophilella
Limnophilella är ett släkte av tvåvingar. Limnophilella ingår i familjen småharkrankar.
Kladogram enligt Catalogue of Life:
| Limnophilella | \| \| Limnophilella delicatula \| \| \| \| \| \| Limnophilella serotina \| \| \| \| |
|               | \| \| Limnophilella delicatula \| \| \| \| \| \| Limnophilella serotina \| \| \| \| |
|               | Limnophilella delicatula                                                            |
|               |                                                                                     |
|               | Limnophilella serotina                                                              |
|               |                                                                                     |